# Saint-Grégoire-du-Vièvre
Saint-Grégoire-du-Vièvre település Franciaországban, Eure megyében. Lakosainak száma 312 fő (2022. január 1.). Saint-Grégoire-du-Vièvre Saint-Benoît-des-Ombres és Saint-Pierre-des-Ifs községekkel határos.

## Népesség
A település népessége az elmúlt években az alábbi módon változott:
| Lakosok száma | 280  | 301  | 330  | 333  | 334  | 325  | 318  | 307  | 307  | 312  |
|               | 1968 | 1982 | 1990 | 2006 | 2013 | 2015 | 2017 | 2019 | 2020 | 2022 |